# Joniškis (Molėtai)
Pour les articles homonymes, voir Joniškis.
Joniškis est une ville de la municipalité du district de Molėtai en Lituanie. Sa population est de 325 habitants

## Histoire
Au cours de la Seconde Guerre mondiale, la communauté juive du village est assassinée dans ce qu'on appellera la Shoah par balles. En juin 1941, peu de temps après l'invasion allemande, plus de 120 Juifs seront exécutés dans deux exécutions de masse. La première avec une soixantaine d'hommes et la seconde avec 85 femmes et enfants
.